# John Joseph Paul
John Joseph Paul (La Crosse, 17 agosto 1918 – La Crosse, 5 marzo 2006) è stato un vescovo cattolico statunitense.

## Biografia

### Primi anni
Paul frequentò la Aquinas High School di La Crosse, nel Wisconsin, e nel 1939 si laureò presso il Loras College a Dubuque, nello Iowa.

### Ordinazione e ministero
Paul fu ordinato sacerdote il 24 gennaio 1943 dal vescovo ausiliare William Richard Griffin presso il Convento di Santa Rosa da Viterbo di La Crosse, che è la casa madre delle Suore francescane dell'adorazione perpetua. Quando risiedeva a Eau Claire, contribuì alla fondazione della Regis High School.
Nel 1955, Paul divenne rettore del Seminario della Santa Croce in La Crosse. Il  7 ottobre 1956, Papa Pio XII lo nominò monsignore.

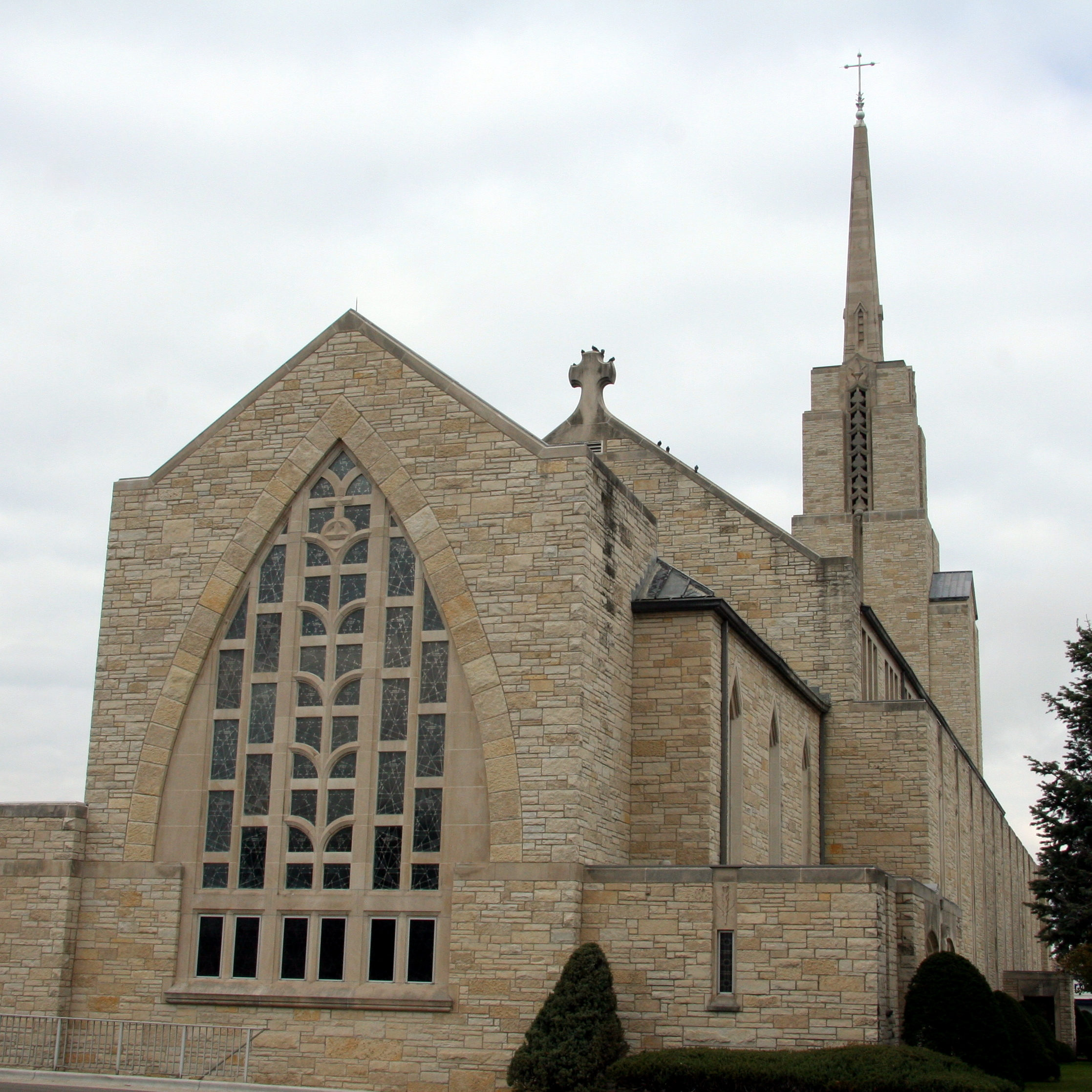
La Cattedrale di San Giuseppe Operaio a La Crosse

Nel 1956, ottenne la laurea in formazione presso l'Università Marquette di Milwaukee. Nel 1966, Paul divenne rettore della "Cathedral of St. Joseph the Workman" (Cattedrale di San Giuseppe Operaio) in La Crosse.

### Vescovo di La Crosse
Paul fu nominato vescovo ausiliare per la Diocesi di La Crosse il 17 maggio 1977 e fu consacrato il 4 agosto dello stesso anno.
Il 14 ottobre 1983 Paul fu nominato vescovo della Diocesi, succedendo a Frederick William Freking, e il 5 dicembre 1983 s'insediò come vescovo diocesano. Nel 1986, Paul convocò il quarto sinodo diocesano seguendo il Diritto canonico, come rivisto nel 1983. Nel 1987 i decreti del quarto sinodo diocesano furono pubblicati con il titolo: The Bishop With His People (Il vescovo con il suo popolo).  Nel 1992, Paul fondò la Scuola Media Aquinate di La Crosse.
Paul si ritirò il 10 dicembre 1994 e gli successe nella cattedra Raymond Leo Burke. Morì presso l'Ospedale francescano Skemp di La Crosse, all'età di 87 anni e la sua salma venne inumata nella Cappella del Santissimo Sacramento presso la Cattedrale di San Giuseppe Operaio.

## Genealogia episcopale
La genealogia episcopale è:
- Cardinale Scipione Rebiba
- Cardinale Giulio Antonio Santori
- Cardinale Girolamo Bernerio, O.P.
- Arcivescovo Galeazzo Sanvitale
- Cardinale Ludovico Ludovisi
- Cardinale Luigi Caetani
- Cardinale Ulderico Carpegna
- Cardinale Paluzzo Paluzzi Altieri degli Albertoni
- Papa Benedetto XIII
- Papa Benedetto XIV
- Papa Clemente XIII
- Cardinale Marcantonio Colonna
- Cardinale Giacinto Sigismondo Gerdil, B.
- Cardinale Giulio Maria della Somaglia
- Cardinale Carlo Odescalchi, S.I.
- Cardinale Costantino Patrizi Naro
- Cardinale Lucido Maria Parocchi
- Papa Pio X
- Papa Benedetto XV
- Papa Pio XII
- Cardinale Giuseppe Pizzardo
- Vescovo Frederick William Freking
- Vescovo John Joseph Paul